# Dan Shor

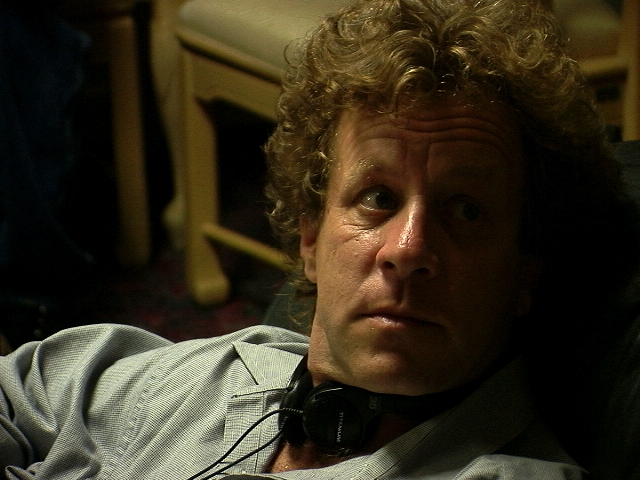
Dan Shor (2004)

Dan Shor (* 16. November 1956 in New York City, New York, USA) ist ein US-amerikanischer Schauspieler, Regisseur, Drehbuchautor und Schauspiellehrer.

## Leben
Der in New York City geborene Shor machte im Juni 1974 seinen Abschluss an der Elisabeth Irwin High School. Später ging er nach Evanston, Illinois und besuchte die Northwestern University. Er kehrte jedoch schließlich nach New York City zurück. Dort erhielt er Aufmerksamkeit bei den Theatern. Dort bekam er die Hauptrolle in dem ersten nationalen Ensemble Equus.
Shors setzte das Studieren an der Davis Center for Performing Arts und der City College of New York fort. Außerdem studierte er an der London Academy of Music and Dramatic Art in England. Später trat er in einer Folge der PBS-Serie Once Upon a Classic  auf und spielte dann die Titelrolle in der ABC-Miniserie Studs Lonigan. Dies brachte ihn nach Los Angeles.
Shors Arbeit als Schauspieler beinhaltet Spielfilme wie Air Force One, Tron, Bill & Teds verrückte Reise durch die Zeit, Red Rock West und John Hustons Die Weisheit des Blutes. Zu seinen Fernseharbeiten gehören Auftritte in Fernsehserien wie Fürs Vaterland zu sterben, Elvis and the Colonel und Die Blauen und die Grauen (hierfür gewann Shore den People’s Choice Award). Shor gehörte 1985/86 zu den Hauptdarstellern der mehrfach mit dem Emmy ausgezeichneten Serie Cagney & Lacey. Er hatte zahlreiche Gastauftritte in vielen weiteren Fernsehserien, darunter sowohl in Raumschiff Enterprise – Das nächste Jahrhundert und Star Trek: Raumschiff Voyager als Ferengi-Doktor Arridor. Außerdem hatte er mehrere Bühnenauftritte in Los Angeles und San Diego.
Seit 1995 ist Shor Direktor der Diversified Theater Company. Er schrieb das Drehbuch und führte Regie in der mit dem Ovation Award ausgezeichneten Produktion von Who Gets Slapped.
Shor arbeitete auch als Drehbuchautor und arbeitete mit dem tschechischen Regisseur Jiří Weiss zusammen. Ihr Drehbuch zu Temptation in Prague wurde von den Meeker/Greene Productions gekauft. Shor lehrt außerdem die Schauspielerei an der International Academy of Film and Television in Cebu, Philippinen.